# تانيس دو
تانيس دو (20 يونيو 1966 – كان (مواليد أغسطس 2004) أكاديمية وناشطة من شعب الميتيس (أوجيبواي/كندي فرنسي). عملت كأستاذة في العديد من المؤسسات في جميع أنحاء الولايات المتحدة وكندا. اشتهرت بأبحاثها حول العمل التشاركي، وعملت على تغطية مواضيع في فئات الإعاقة، والإساءة، والجنسين، والتوجهات الجنسية، والتوظيف، والتكنولوجيا المساعدة، والدعوة.

## الحياة المبكرة والتعليم
كمراهق، عمل دو لمدة صيفين في معسكر صيفي تابع لمركز جاك بورسيل المجتمعي للأطفال ذوي الإعاقة في أوتاوا.
في عام 1984، أثناء دراسته للعلوم السياسية في جامعة كارلتون، تم اختيار دو ليكون شاب العام في أوتاوا. في ذلك الوقت، تطوعت مع جمعية السمع الكندية، والمعهد الوطني الكندي للمكفوفين، وRun For Light، وهو ماراثون للعدائين المكفوفين. حصلت على درجة البكالوريوس في الآداب (BA) في العلوم السياسية ودرجة الماجستير في العمل الاجتماعي (MSW) من جامعة كارلتون، ودرجة الدكتوراه في علم الاجتماع والتعليم من جامعة ألبرتا.

## حياة مهنية
بعد تخرجه من جامعة كارلتون، عمل دو في وزارة الخارجية الفيدرالية الكندية.
عمل دو في قسم العمل الاجتماعي ودراسات الإعاقة في جامعة فيكتوريا. عمل دو أيضًا في جامعة رويال رودز، وجامعة رايرسون، التي تُعرف الآن باسم جامعة تورنتو ميشيغان، وجامعة واشنطن. كان عمل دو في واشنطن في مجال الأخلاقيات الحيوية حيث كانت أيضًا باحثة فولبرايت في واشنطن. في عام 2003، أشرف دو على الأبحاث الخاصة بالمنظمات في مختلف أنحاء الولايات المتحدة وكندا. عملت أيضًا كمستشارة لمنظمات حول العالم. كان دو يكتب أحيانًا تحت اسم القلم فيكي داوست.
في عام 1998، شاركت دو في تأسيس أول مؤتمر لتغيير الحدود، والذي كان يستهدف النساء ذوات الإعاقة.
تشمل الجوائز التي تحمل اسمها زمالة تانيس دو لما بعد الدكتوراه في النوع الاجتماعي والإعاقة والعدالة الاجتماعية، وجائزة تانيس دو، التي مُنحت لأول مرة في عام 2009.

## الحياة الشخصية
كانت تانيس دو متزوجة من كوربيت أوتول وتم التعرف عليها على أنها مثلية الجنس. كان لديها طفلان: ابنتها آن ماري، وابنتها بالتبني ميشا. عاش دو في فيكتوريا، كولومبيا البريطانية.[بحاجة لمصدر]
كان دو مستخدمًا لكرسي متحرك، ووصف نفسه بأنه عضو مهمش في مجتمع الصم، وكان قادرًا على التحدث ولم يولد أصمًا، ولكن كان لديه أيضًا طفل أصم نشأ في مدارس الصم ومجتمع الصم.
توفيت في أغسطس 2004 بسبب الانسداد الرئوي.[بحاجة لمصدر]

## الكتب والمنشورات
- دو، تانيس (1994). "الأقليات المتعددة: المجتمعات داخل مجتمع الصم". في إيرتينغ، كارول (محرر). طريق الصم: وجهات نظر من المؤتمر الدولي حول ثقافة الصم (بالإنجليزية). مطبعة جامعة غالوديت. الصفحات 464-468. ISBN:978-1-56368-026-7.

- داوست، فيكي (1995). "اللاوجود والنضال من أجل الهوية". في أرنوب، كاثرين (محرر). الأبوة والأمومة المثلية: العيش مع الكبرياء والتحامل (بالإنجليزية). مطبعة جينرجي.

- دراسة الإعاقة؛ ربط الناس والبرامج والسياسات - مرجعية ومعتمدة في العديد من برامج دراسات الإعاقة.

- دو، تانيس (2004). "صعوبة خطاب الصمم وثقافة الإعاقة". مراجعة دراسات الإعاقة (بالإنجليزية). 1 (1). ISSN:1552-9215.

تشرح دو كيف أثرت هويتها الذاتية كامرأة صماء، من ذوي الإعاقات الأخرى، وتجربتها في تربية ابنتها الصماء، آن ماري، بشكل كبير على عملها.
- دو، تانيس؛ لادوسور، باربرا (2009). "أن نكون أو لا نكون؟ سؤال من، على أي حال؟". في: ميشالكو، رود؛ تيتشكوسكي، تانيا (المحررون). إعادة التفكير في الحياة الطبيعية: قارئ دراسات الإعاقة (بالإنجليزية). دار نشر العلماء الكنديين. ISBN:978-1-55130-363-5.

- تمكين الدخل: إعانات الإعاقة من برنامج المعاشات الكندي (CPP) والنساء ذوات الإعاقة - نُشرت هذه المقالة على موقع حكومة كندا الإلكتروني.

- إعانات إعادة العمل: استمرار دعم الإعانات غير النقدية للأمهات العازبات والنساء ذوات الإعاقة - نُشرت هذه المقالة على موقع حكومة كندا الإلكتروني، بقلم تانيس دو ودوريس راجان، بالتعاون مع كلير أبوت.